# VfL Grün-Gold Güstrow
VfL Grün-Gold Güstrow was een Duitse sportclub uit Güstrow, Mecklenburg-Voor-Pommeren.

## Geschiedenis
Reeds in de 19de eeuw ontstonden er verscheidene sportclubs in Güstrow, de belangrijkste daarvan was Güstrower FV 1906. Tijdens de Eerste Wereldoorlog verloor de club verscheidene spelers en in 1916 fuseerde de club met MTV 1861. De club was in meerdere sporten actief en in 1926 werd de voetbalafdeling zelfstandig als Güstrower FC.
Na de Tweede Wereldoorlog werden alle Duitse voetbalclubs ontbonden. Er ontstond een nieuwe club onder de naam SG Güstrow, dat in 1950 een BSG werd onder de naam BSG Einheit Güstrow. Een jaar eerder had de club nog de naam SG John Brinkmann aangenomen. Einheit speelde in de hoogste klasse van Mecklenburg tot in 1952 de Bezirksliga ingevoerd werd als derde klasse. Tussen 1955 en 1963 was dit de vierde klasse. Güstrow speelde tot 1973 onafgebroken in de Bezirksliga en promoveerde dan naar de DDR-Liga. Hoewel het niveau, met zestig clubs over vijf reeksen, niet erg hoog was kon de club toch niet het behoud verzekeren. Einheit keerde echter onmiddellijk terug en kon nu twee seizoenen lang het behoud verzekeren, maar degradeerde opnieuw in 1977/78. De club speelde nu verder in de Bezirksliga en eindigde tussen de tweede en de achtste plaats.
Vanaf 1984 werd de naam BSG Lok Güstrow aangenomen. Na de Duitse hereniging in 1990 werd de naam VfL Grün-Gold Güstrow aangenomen. De club speelde daarna in de lagere reeksen. In 2010 fuseerde de club met PSV 90 Güstrow tot Güstrower SC 09.

## Ligaoverzicht
| Liga-Statistik | Liga-Statistik                                | Liga-Statistik     |
| -------------- | --------------------------------------------- | ------------------ |
| 1946–1950      | Landesklasse Mecklenburg                      |                    |
| 1950–1952      | Landesliga Mecklenburg                        | 3. Liga            |
| 1952–1973      | Bezirksliga Schwerin                          | 3./4. Liga         |
| 1973/74        | DDR-Liga                                      | 2. Liga            |
| 1974/75        | Bezirksliga Schwerin                          | 3. Liga            |
| 1975–1978      | DDR-Liga                                      | 2. Liga            |
| 1978–1991      | Bezirksliga Schwerin                          | 3. Liga            |
| 1991/1992      | Landesliga Mecklenburg-Vorpommern             | 4. Liga            |
| 1992/1993      | Bezirksliga Mecklenburg-Vorpommern Nord       | 5. Liga            |
| 1993–1995      | Bezirksklasse Mecklenburg-Vorpommern Nord III | 6./7. Liga         |
| 1995–1997      | Bezirksliga Mecklenburg-Vorpommern Nord       | 7. Liga            |
| seit 1997      | Landesliga Mecklenburg-Vorpommern             | sinds 2008 7. Liga |